# جبريل دي مورا
جبريل دي مورا (18 يونيو 1988 في البرازيل - ) هو لاعب كرة قدم برازيلي في مركز الدفاع. لعب مع أنورثوسيس فاماغوستا ونادي جل فيسنتي ونادي بينفايل وGuarany Sporting Club ‏ وSC Mirandela ‏.

## وصلات خارجية
- جبريل دي مورا على موقع قاعدة بيانات كرة القدم.إي يو (الإنجليزية)
- جبريل دي مورا على موقع Soccerway.com (الإنجليزية)
- جبريل دي مورا على موقع عالم كرة القدم.نت (الإنجليزية)
- جبريل دي مورا على موقع AS.com (الإسبانية)